# Ferdinand Cheval

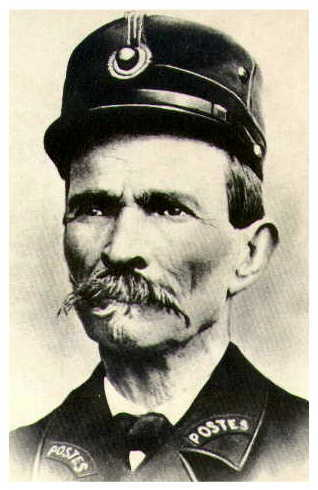
Ferdinand Cheval

Joseph Ferdinand Cheval (Charmes-sur-l'Herbasse, 19 april 1836 – Hauterives, 19 augustus 1924) was een Franse postbode die 33 jaar van zijn leven wijdde aan het bouwen van zijn Palais idéal in Hauterives, dat beschouwd wordt als een van de opmerkelijkste uitingen van naïeve architectuur.
Cheval begon de bouw in april 1879. Het verhaal gaat dat hij struikelde over een steen die een voor hem inspirerende vorm had. De volgende dag keerde hij terug naar die plek en begon meerdere stenen te verzamelen. Dit deed hij daarna 33 jaar lang tijdens zijn dagelijkse postroute van Hauterives tot Tersanne (gelegen in het departement Drôme te Zuidoost-Frankrijk, veertig kilometer ten noorden van Valence).
Met de verzamelde stenen begon hij een fantasiebouwsel samen te stellen door middel van cement, leem en gaas. Vaak werkte hij er 's nachts aan, bij het licht van een olielamp. Plaatsgenoten beschouwden hem als een dorpsgek.
De eerste twee decennia was Cheval vooral bezig met de buitenmuren. Het paleis is een combinatie van zeer uiteenlopende stijlen met elementen uit de Bijbel en het hindoeïsme en bevat goden en godinnen, gedichten, inscripties en dieren met soms druipsteenachtige motieven. Zijn inspiratie kwam uit ansichtkaarten en geïllustreerde tijdschriften die hij als postbode bezorgde.
Cheval wilde graag bij zijn werk begraven worden met zijn vrouw, maar de Franse autoriteiten verboden dit, waarna hij acht jaar besteedde aan het bouwen van zijn eigen mausoleum op de begraafplaats in Hauterives. Hij overleed op 88-jarige leeftijd, ongeveer een jaar nadat hij zijn mausoleum had voltooid.
Vlak voor zijn dood spraken André Breton en Picasso nog hun bewondering voor hem uit. Ook de Franse antropoloog Claude Lévi-Strauss vermeldt het kasteel van Cheval in zijn boek La Pensée Sauvage (Ned. Het wilde denken, 1968, p. 30). 
In 1969 werd het paleis door de Franse minister van cultuur tot nationaal monument uitgeroepen op initiatief van André Malraux. Het is nog steeds te bezoeken.

## Afbeeldingen

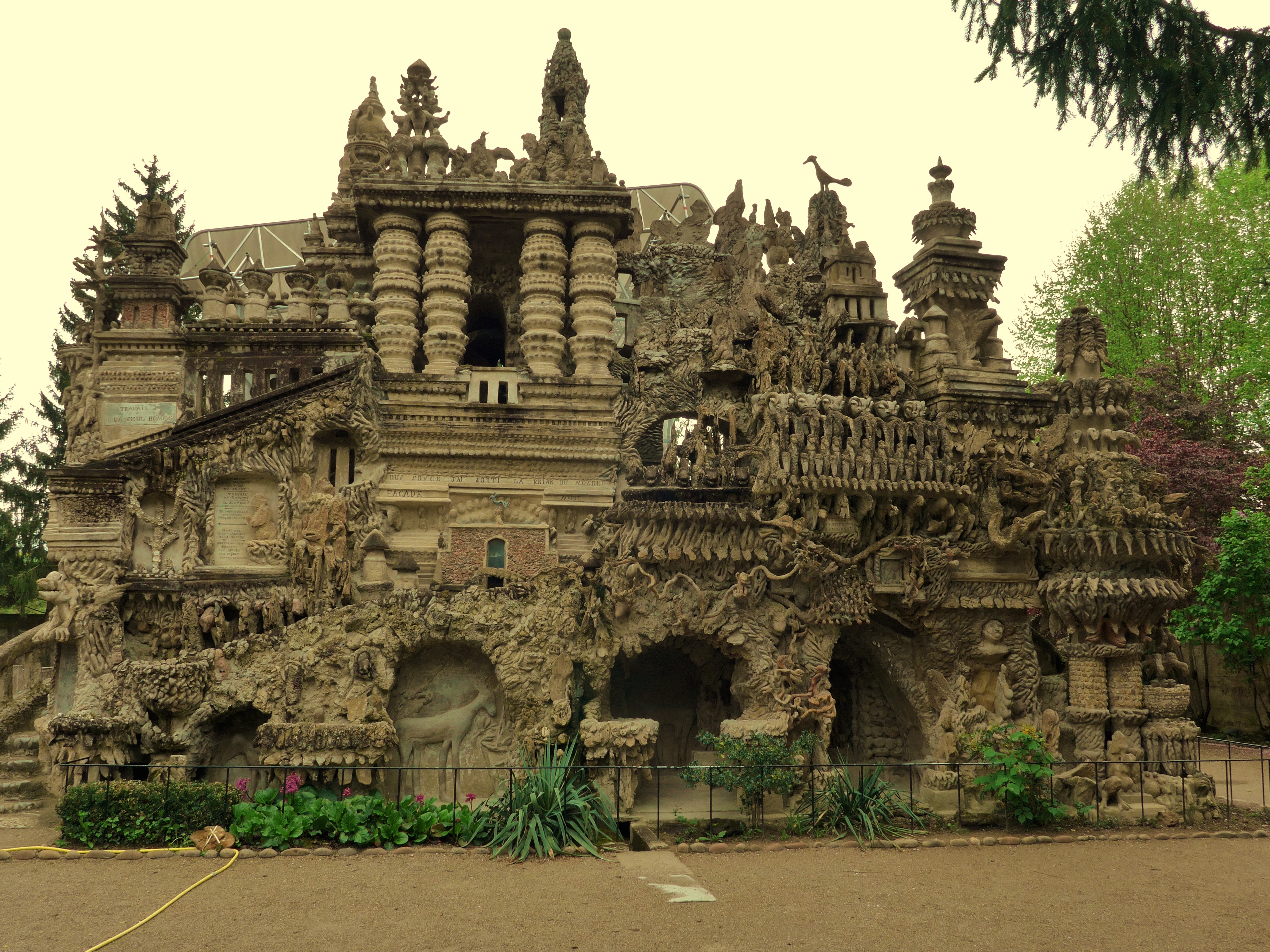
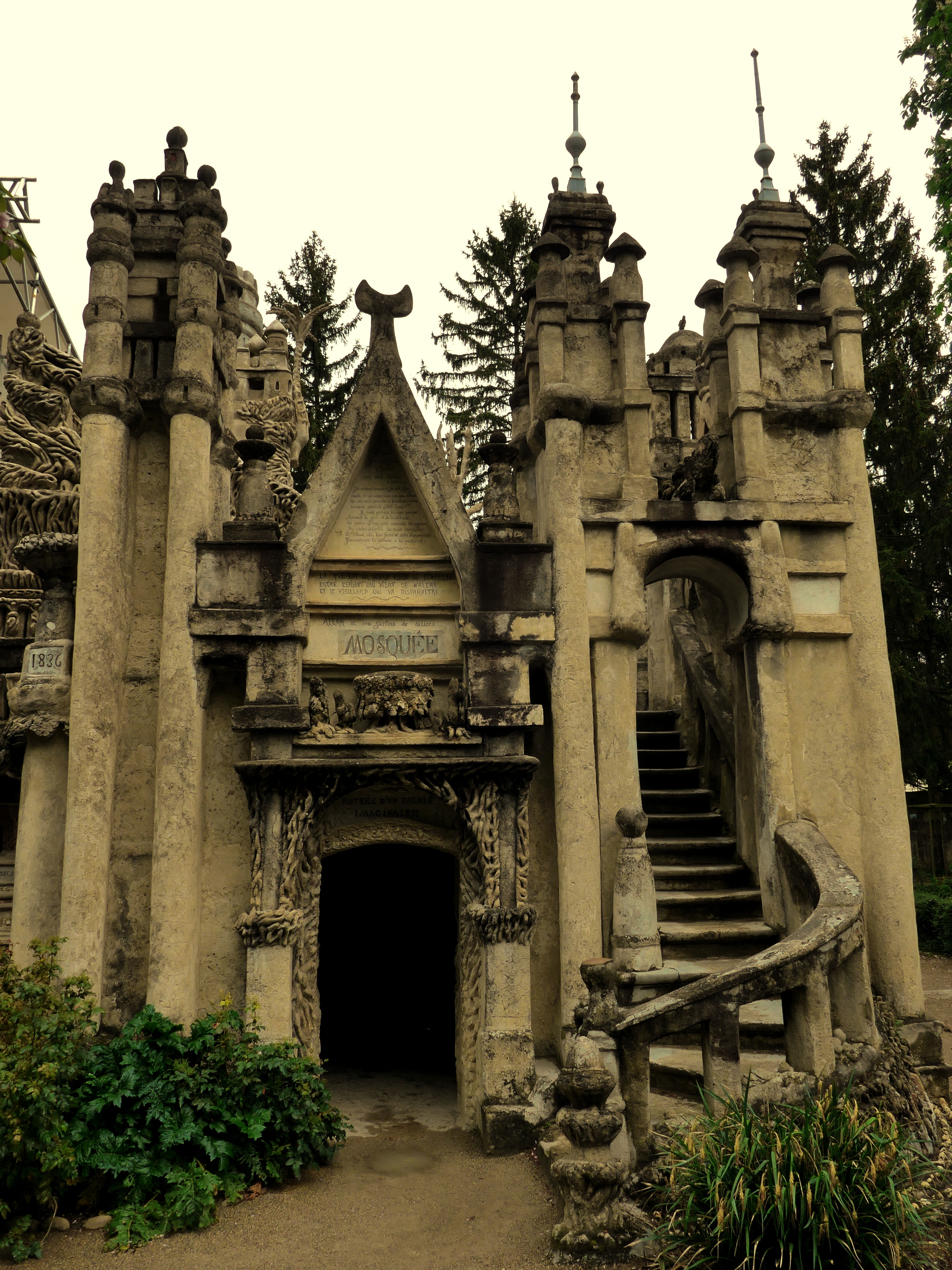
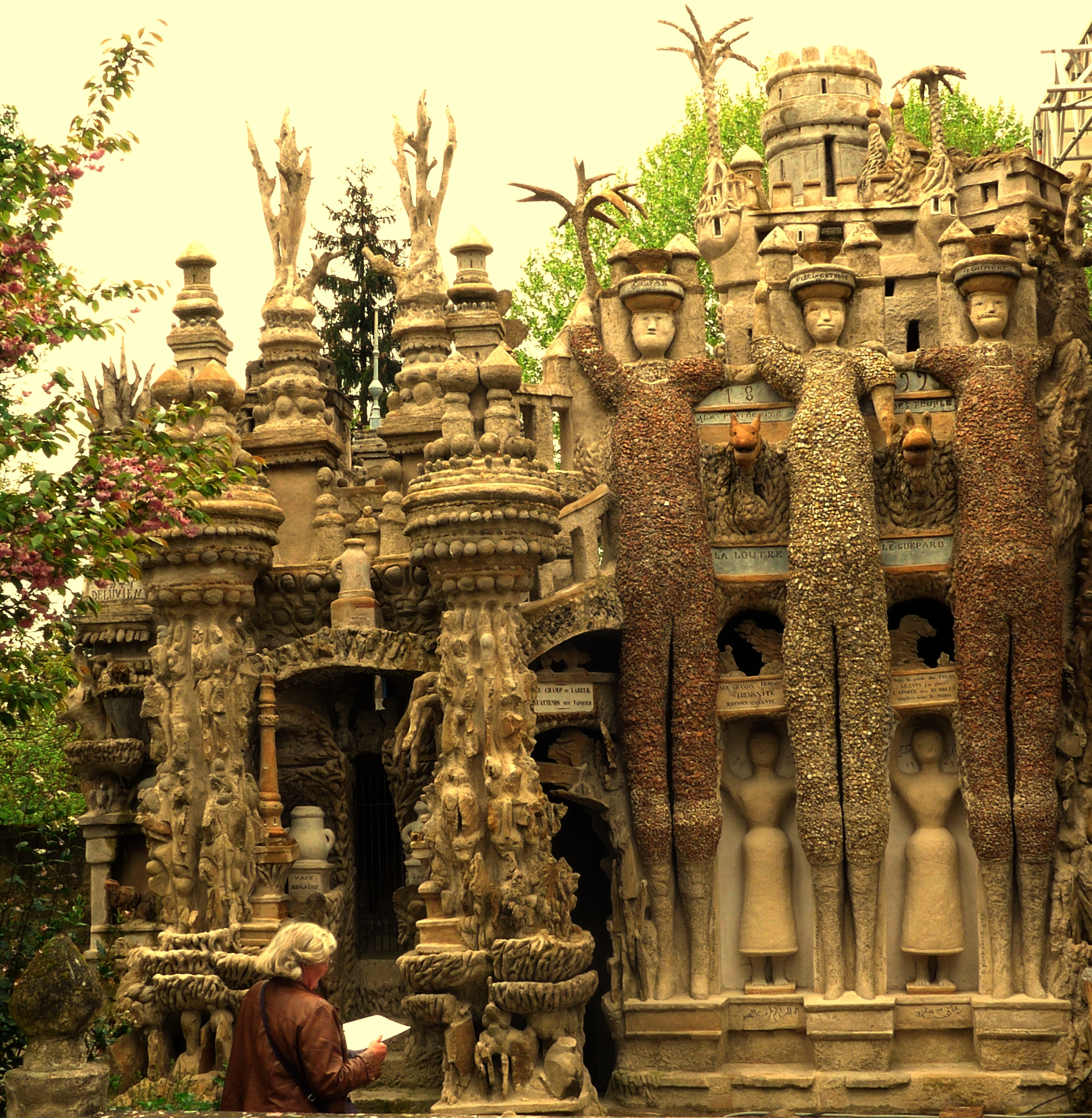
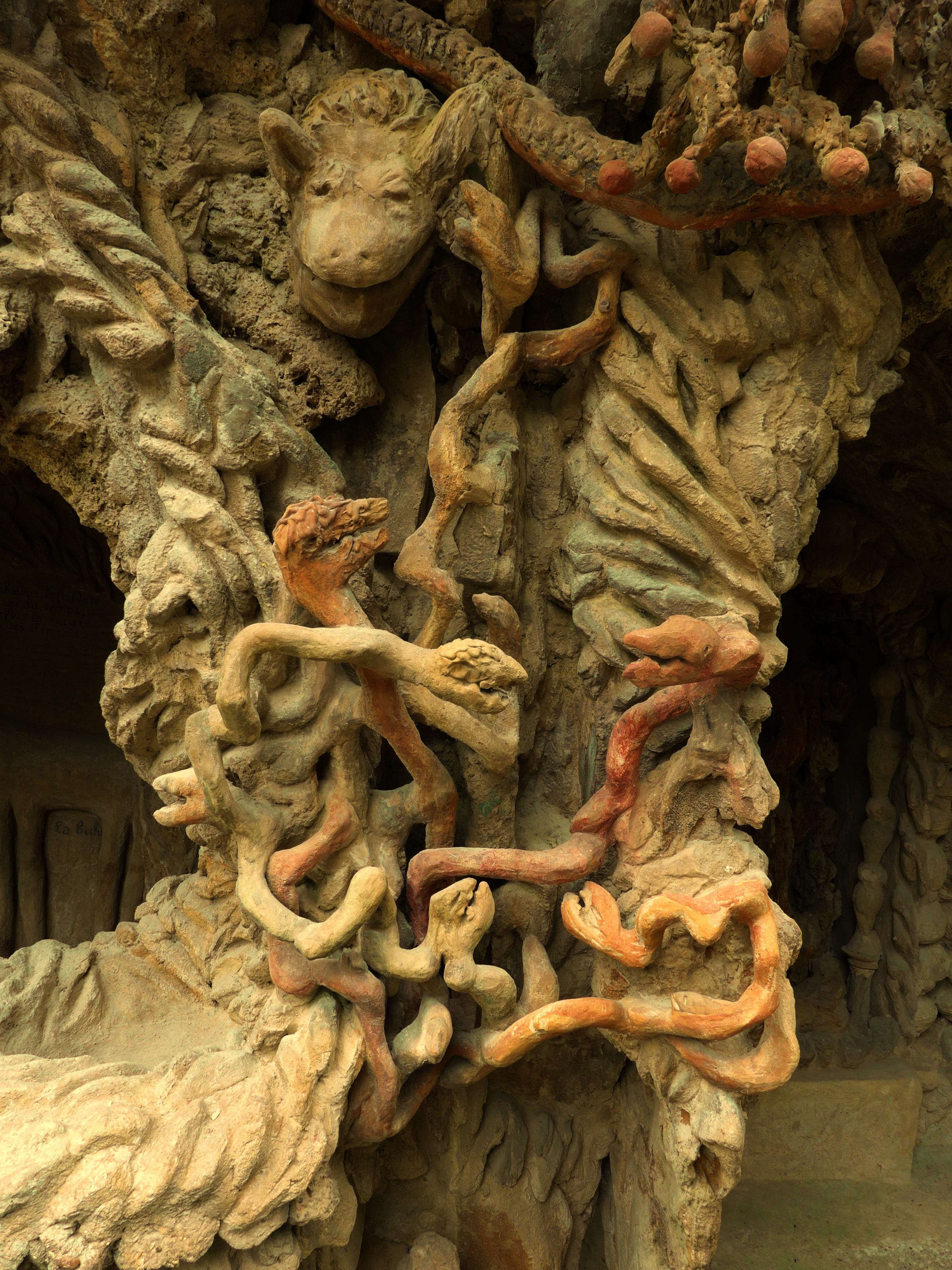
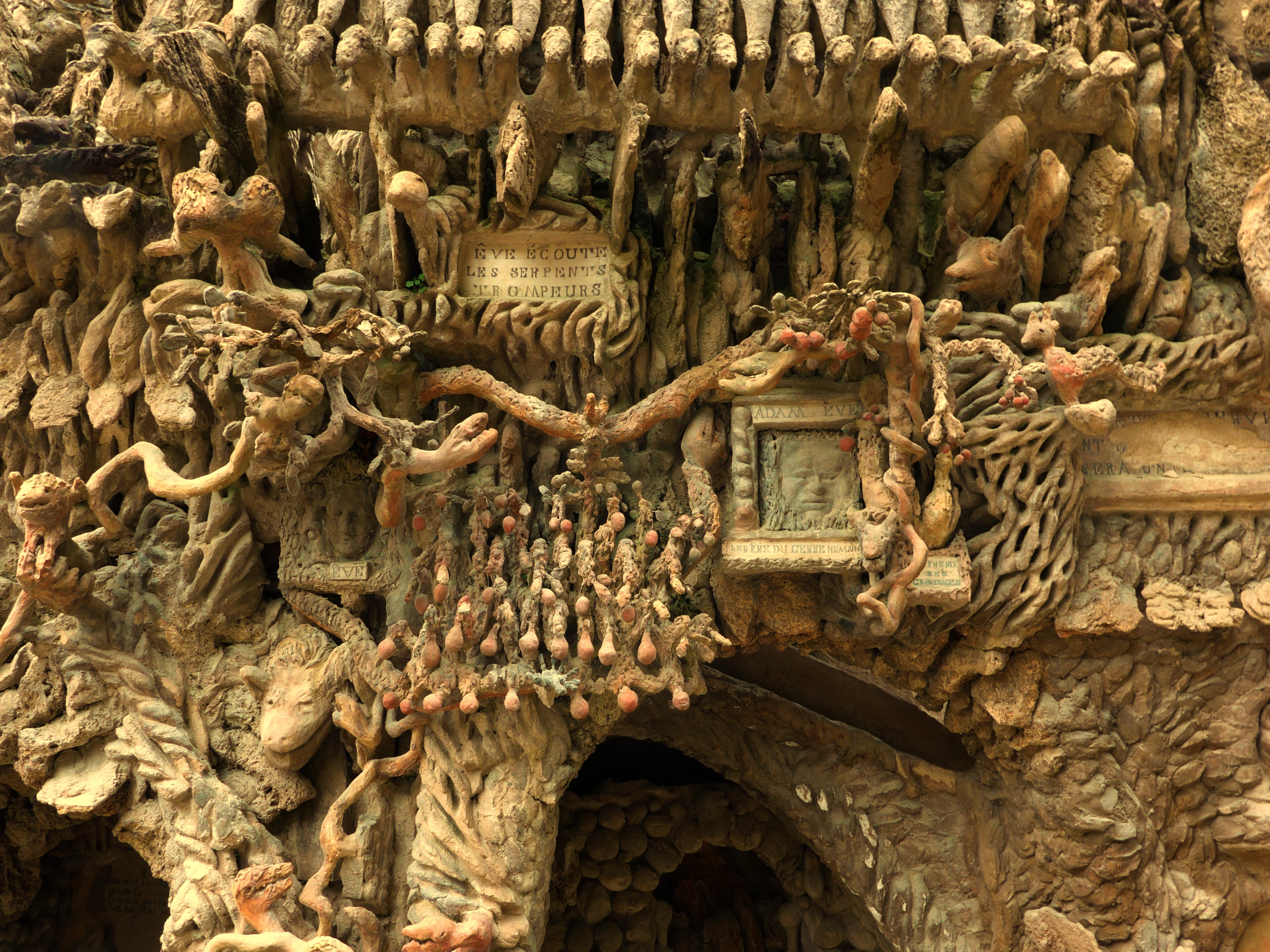

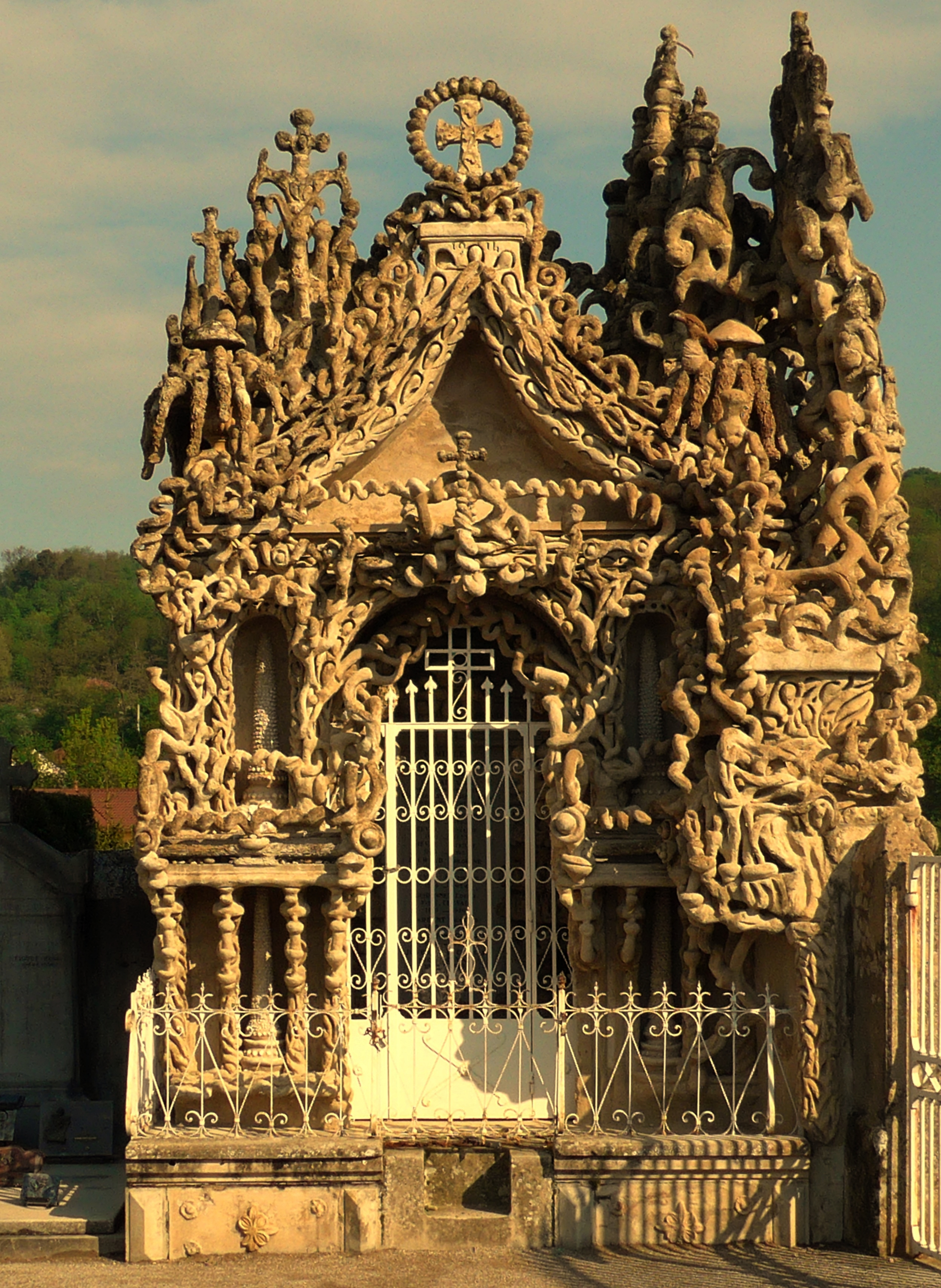

Details van het Palais Idéal:
Mausoleum:

## Trivia
- Ferdinand Cheval wordt in een regel bezongen in het lied 'De Invloeden' (Ontwik, 1987) van de Nederlandse band MAM: "Ferdinand Cheval leerde me: het eigenwijze doorwerken, dertig jaar..."
- De Zweedse band Isildurs Bane baseerde hun muziekalbum Cheval - Volonté de rocher op zijn leven.
- De Nederlandse artiest Spinvis maakte in 2004 samen met radiomaker Bente Hamel het hoorspel Het hoofd van Ferdinand Cheval.